# Kasteel van Bellaire-la-Motte
Het Kasteel van Bellaire-la-Motte (Château de Bellaire-la-Motte) is een kasteel in de tot de Belgische gemeente Blegny behorende plaats Saive, gelegen aan de Rue Cahorday.
Dit kasteel werd gebouwd in 1714 in opdracht van Michel de Rosen en ligt tegenover het Kasteel van Méan.

## Gebouw
Het kasteel wordt omringd door grachten en aan beide zijden toegankelijk via een stenen brug. Aan de westzijde van dit kasteel is een binnenplaats die aan beide zijden geflankeerd wordt door dienstgebouwen. De wapenschilden van De Rosen en diens in 1715 overleden vrouw, Marie-Marguerite de Rossius, vrouwe de Bellaire, zijn aangebracht. In 1716 trouwde De Rosen met Marie-Elisabeth de Saren, en in de achtergevel zijn ook nu weer beide wapenschilden aangebracht.
Het kasteel is gebouwd in baksteen, met natuurstenen hoekbanden en omlijstingen. De voorgevel heeft een fronton. Links en rechts zijn vierkante hoektorens.